# Chelonus kalmykorum
Chelonus kalmykorum är en stekelart som först beskrevs av Vladimir Ivanovich Tobias 2005.  Chelonus kalmykorum ingår i släktet Chelonus och familjen bracksteklar. Inga underarter finns listade i Catalogue of Life.